# Нонна Бретонская
Нонна — святая Уэльса и Бретани. Дни памяти — 2 марта, 3 марта.
Нонна, святая валлийского происхождения, возможно, дочь святого Брехана (или Брекана), давшего имя горе Брекон-Биконс в Уэльсе, и короля Домнонии и внучка Конана Мериадока, оказалась беременной после изнасилования Кередигом (также известного как Ксантус) и укрылась в Бретани в лесу Талармон (Talarmon), который в ту пору покрывал большую часть области Ландерно. Она была матерью святого Дьюи (Диви), которого родила «на скале, которая стала мягкой, как воск, чтобы стать колыбелью для новорожденного». Она прожила остаток своей жизни в Дириноне (Финистер), где находится её усыпальница. Церковь в Дириноне, а также близлежащая часовня освящены в честь Святой Нонны. Согласно другой версии, будучи матерью святого Дьюи, она была женой Геделика, главы могущественного клана Корнуолла, но была изгнана за то, что оказалась беременной вне брака и родила в страшный шторм в 520 году.

## Почитание святой Нонны
- Храм святой Нонны в Дириньоне (Финистер).
- Buhez santez Nonn или Vie de sainte Nonne et de son fils saint Devy — мистерия на бретонском языке, составленная в XII веке и опубликованная в 1837 году аббатом Симмонетом (Simonnet)[6].

## Галерея
- Диринон: храм святой Нонны
- Диринон: храм святой Нонны, статуя святой Нонны
- Усыпальница святой Нонны (ок. 1450), часовня святой Нонны, Диринон
- Диринон: храм святой Нонны, серебряный реликварий святой Нонны
- Диринон: храм святой Нонны, витраж (1903), на котором представлены два эпизода её жизни и жизни её сына, святого Давида